# Yorkshire terrier
A yorkshire terrier (röviden: „yorkie”) a terrierek fajtacsoportjába, a Toy terrier szekcióba tartozó kutyafajta. Az egyik legkisebb méretű és igen népszerű terrier. A kiállítások népszerű és látványos sztárja, kedvencként  masnit, ékszert szoktak divathóbortból a sűrű szőrébe kötni vagy éppen divatos ruhácskákat adnak rájuk.

## Eredete
A fajtát az észak-angliai Yorkshire-ben tenyésztették ki a 19. században a skótok a textilüzletekben való egerészéshez, mivel egy nagyobb kutya lába alatt könnyen átszaladt az egér, így egy olyan fajtát kellett kitenyészteni, ami kicsi, de ugyanúgy van akaratereje. Több kutyafajtából tenyésztették ki. Ősei a mára kihalt Clydesdale és Paisley terrierek voltak, valamint a még ma is élő Skye és Airedale terrierek.

## Besorolása
FCI által:
Fajtacsoport: III. Terrierek
Szekció: 4 Toy terrierek
munkavizsga nélkül

## Viselkedése
A Yorkshire terrier tartható lakásban és kertes házban is. Jó jelzőkutya, az ősei tulajdonságai közül a vadászösztönt máig megőrizte, képes kisebb emlősökre is vadászni, és vakmerő házőrző. Sem emberektől, sem nagytestű kutyáktól nem tart. A gazdáját nagyon szereti és a családtagjaihoz nagyon ragaszkodik, de az idegenekkel szemben egyedtől függően olykor barátságtalan. A macskákkal akkor jön ki, ha együtt nevelkedtek. Jellemző rájuk a garati szájpecek reflex: amikor a levegő hirtelen felszökik az orrukba, mintha visszafelé tüsszentenének, gágogásszerű hangot adnak ki.

## Megjelenése
Hosszú szőrű terrier, a szőrzet nagyon sima és a test két oldalán egyenletesen lelóg. A választék az orrtól a farok végéig terjed. Nagyon tömör (kompakt) és elegáns, egyenes testtartású, jelentőségteljes a kisugárzása. Megjelenése életerőt sugároz, teste arányos. Minden magánál kisebb élőlényt meghajszol.
Koponyája kicsi és lapos, nem túl kiemelkedő vagy ívelt. Orra nem túl hosszú, orrtükre fekete. Harapás szabályos, tökéletes ollós harapás. A felső fogak szorosan illeszkednek az alsókhoz és derékszöget alkotnak az állkapoccsal. A fogak egyenletesen helyezkednek el az állkapocsban. Szemei közepes méretűek, sötétbarnák, csillogóak, élénk tekintetűek és egyenesen előre néznek. Nem túl előreugróak. A szemhéjak sötét színűek. Fülei kisméretűek, V-alakúak, egyenesen állnak, nem túl messze egymástól, rövid és nagyon sötét tan-színű szőrzettel borítottak.
Nyaka kicsi. Teste tömör, kompakt, háta egyenes. Ágyéka jól tartott, feszes. Bordái mérsékelten íveltek. Farka korábban általában vágott. Vágott: Közepes hosszúságúra kurtított, sűrű szőrzettel fedett. A szőrzet színe a test többi részéhez képest sötétebb kék, különösen a farokvégen. A hát vonalánál kicsit magasabban hordott. Hosszúsága kiegyensúlyozott összképet ad.
Mellső végtagjai egyenes tartásúak, arany tan színű szőrzettel fedettek. A szőrzet a végén néhány árnyalattal világosabb, mint a gyökerénél, a tan-szín nem terjedhet a térdízület fölé. Vállai jól fekvőek. Hátsó végtagjai hátulról nézve teljesen egyenesen állnak, a térdek csak mérsékelten fordulnak el. Sűrűn fedettek arany tan színű szőrrel, a szőrzet a végén néhány árnyalattal világosabb, mint a gyökerénél, a tan-színezet nem terjedhet a térdízület fölé. Mancsai kerek formájúak, a körmök sötétbarnák vagy feketék.
Szőrzete a testen mérsékelten hosszú, tökéletesen egyenes (nem hullámos), fényes, selymes szerkezetű, nem gyapjas. A fejen hosszú, arany tan-színű, mélyebb árnyalatú a fej két oldalán, a gyökerénél és az orron, ahol nagyon hosszú. A fej szőrzetének tan színe semmiképpen nem terjedhet ki a nyakra, a sötét vagy kormos színű szőrzet nem keveredhet a tan-színűvel. Szőre mindennapos gondozást igényel. Színezet: A nyakszirttől a farok végéig sötét acélkék (nem ezüstös kék) szőrzet borítja a testet, melybe nem keveredhet fakó, bronzszínű vagy sötét árnyalat. A mellkason sűrű, fényes tan-színű szőrzet. A tan-színű szőrzet a gyökerénél sötétebb, mint a szőrszál közepén, a vége felé egyre világosabb. Nem hullatja a szőrét. A születésükkor fekete és cser színű bundája hamar acélkék és cser színűvé válhat.
Tömege kölyök korban általában 100 dkg alatt, felnőtt korban pedig 1,5 kg-tól fejlődnek tovább a kutyák. A testtömegük nem haladhatja meg a 3 kg-ot. Némely országokban 2,5 kg alatt nem engedélyezett a fajta tenyésztése. Ha túlsúlyosság következik be, jelentősen veszthetnek az élettartamukból.
Mozgása lendületes; elölről és hátulról nézve szimmetrikusan és egyenes vonalon haladó.
A fenti leírástól való bármilyen eltérés hibának minősül és alapos figyelemmel a megfelelő módon elbírálandó.
Kanoknál a két here normális fejlettségű és a herezacskóban helyezkedik el.
Egyes országokban tilos a farok csonkítása, a kiállításokon csak hosszú farkú kutyákat lehet felvezetni. (Pl. Németország, Skandináv országok, Magyarország).

## Élettartama
Várható élettartama 11-15 év.
De akár tovább is élhet, hogyha normális életkörülmények közt él.